# François Magendie

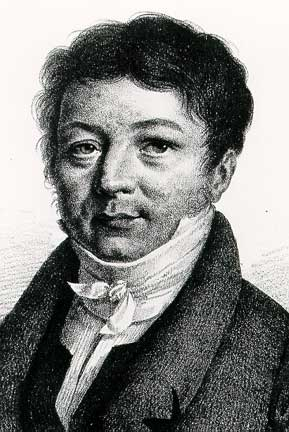
François Magendie, 1822.

François Magendie, född 6 oktober 1783 i Bordeaux, död 7 oktober 1855 i Sannois, var en fransk fysiolog.
Magendie var prosektor vid medicinska fakulteten i Paris och därefter läkare vid Hôtel-Dieu de Paris samt blev 1831 professor vid Collège de France. Han fick stor betydelse för medicinens utveckling genom sina många experimentella arbeten. Sålunda var det han, inte Charles Bell, som först upptäckte lagen om de främre och bakre ryggmärgsrötternas olika uppgift. Han utförde många viktiga undersökningar inom den experimentella toxikologin, vilka lades till grund för hans Formulaire pour l'emploi et la préparation de plusieurs nouveaux médicaments (1821, nionde upplagan 1836; översatt till flera språk, till svenska 1827). Åren 1821–1831 utgav han Journal de physiologie expérimentale et patologique. 
Magendie blev medlem av Franska vetenskapsakademien 1821 och invaldes 1831 som utländsk ledamot av Kungliga Vetenskapsakademien.

## Övriga skrifter (i urval)
- Leçons sur les phénomènes physiques de la vie (fyra band, 1836–1838)
- Leçons sur les fonctions et les maladies du système nerveux (1839)
- Recherches physiologiques et cliniques sur le liquide céphalorhachidien (1842)